# Teddy Tinmar
Teddy Tinmar (Francia, 30 de mayo de 1987) es un atleta francés, especialista en la prueba de 4 × 100 m, con la que llegó a ser subcampeón mundial en 2011.

## Carrera deportiva
En el Mundial de Daegu 2011 gana la medalla de plata en los relevos 4 x 100 metros, con un tiempo de 38,20 segundos (mejor marca personal), tras Jamaica y por delante de San Cristóbal y Nieves, siendo sus compañeros de equipo: Christophe Lemaitre, Yannick Lesourd y Jimmy Vicaut.